# Johann Jakob Zuberbühler (Politiker, 1684)
Johann Jakob Zuberbühler (* 31. Dezember 1684 in Herisau; † 2. November 1755 ebenda; heimatberechtigt ebenda) war ein Schweizer Arzt, Gemeindehauptmann und Landesstatthalter aus dem Kanton Appenzell Ausserrhoden.

## Leben
Johann Jakob Zuberbühler war ein Sohn von Hans Jakob Zuberbühler, Arzt, Geburtshelfer und Ratsherr, und Catharina Elmer. Im Jahr 1705 heiratete er Elisabeth Schiess, Tochter von Johannes Schiess.
Zuberbühler bildete sich bei seinem Vater zum Arzt aus und war als solcher in Herisau tätig. Er verlegte Wohnsitz und Praxis vom Weiler Schwänberg, wo die Familie herstammte, ins Zentrum von Herisau und folgte damit einem allgemeinen Trend der Herisauer Eliten.
Von 1729 bis 1733 amtierte Zuberbühler als Gemeinderat, ab 1733 bis 1738 als Gemeindehauptmann in Herisau und von 1738 bis 1755 als Landesstatthalter.